# Catedral de San Pablo (Pittsburgh)
La Catedral de San Pablo  (en inglés: Saint Paul Cathedral) es la iglesia madre de la diócesis católica de Pittsburgh en Pittsburgh, Pennsylvania en Estados Unidos. La parroquia de St. Paul fue establecida en 1834.  Cuando la diócesis se estableció en 1843 la Iglesia de St. Paul fue elegida como la catedral. A medida que el centro de la ciudad fue reivindicado por las industrias, las zonas residenciales se desplazaron a otras zonas de la ciudad y la propiedad de St. Paul fue vendido al industrial Henry Clay Frick.
La actual estructura de estilo gótico fue diseñada por Egan y Prindeville de Chicago y se terminó en 1906. El contratista de Filadelfia Thomas Reilly construyó la nueva catedral en el barrio de Oakland. La catedral sirve a las necesidades espirituales de aproximadamente 3.000 fieles. Se convirtió en una propiedad que contribuye en el distrito histórico de Schenley Farms el 22 de julio de 1983, en el Registro Nacional de Lugares Históricos.

## Véase también

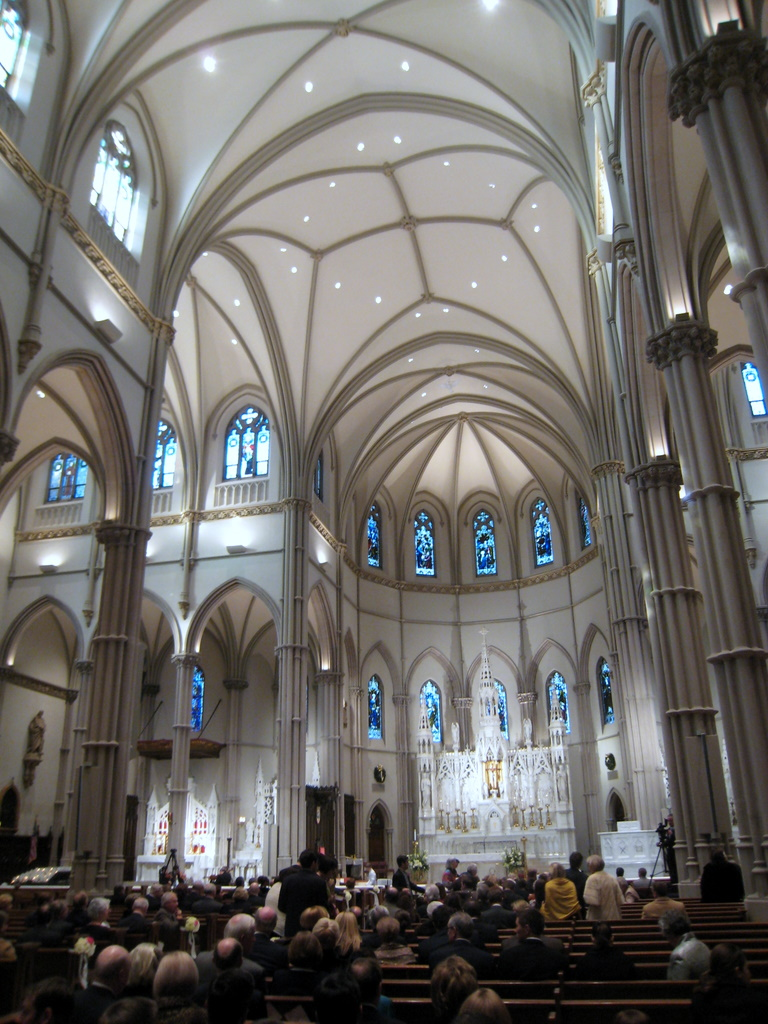
Vista interna